# Steve Case
Pour les articles homonymes, voir Case (homonymie).
Steve McConnell Case, né le 21 août 1958  à Honolulu, est un homme d'affaires américain cofondateur et ancien PDG d'AOL. Il a joué un rôle décisif dans la fusion d'AOL avec Time Warner, conclue pour 164 milliards de dollars en 2000.